# Veni Vidi Vicious
Veni Vidi Vicious è un album di garage rock del gruppo svedese The Hives, uscito nell'aprile 2000. L'edizione giapponese include molte tracce extra, oltre a vari contenuti aggiuntivi.
Il titolo dell'album è un gioco di parole sulla frase attribuita a Giulio Cesare dopo aver conquistato l'Asia Minore nel 47 a.C.: "Veni, vidi, vici" (venni, vidi, vinsi).

## Tracce
1. The Hives – Declare Guerre Nucleaire – 1:35
2. Die, All Right! – 2:46
3. A Get Together to Tear it Apart – 1:52
4. Main Offender – 2:33
5. Outsmarted – 2:22
6. Hate to Say I Told You So – 3:22
7. The Hives – Introduce the Metric System in Time – 2:06
8. Find Another Girl – 3:12
9. Statecontrol – 1:54
10. Inspection Wise 1999 – 1:37
11. Knock Knock – 2:10
12. Supply and Demand – 2:26